# وایت سی پلین
وایت سی پلین (به انگلیسی: Wight_Seaplane) یک هواگرد ملخ‌پیشین تک‌موتوره از نوع آب‌نشین ساخت شرکت J Samuel White & Company Limited (Wight Aircraft) است. این هواگرد در سال ۱۹۱۵ میلادی رسماً معرفی گردید. در مجموع، تعداد ۵۲ فروند از این هواگرد ساخته شده‌است.
طراح این هواگرد، Howard T Wright بود.